# Bibio articulatus

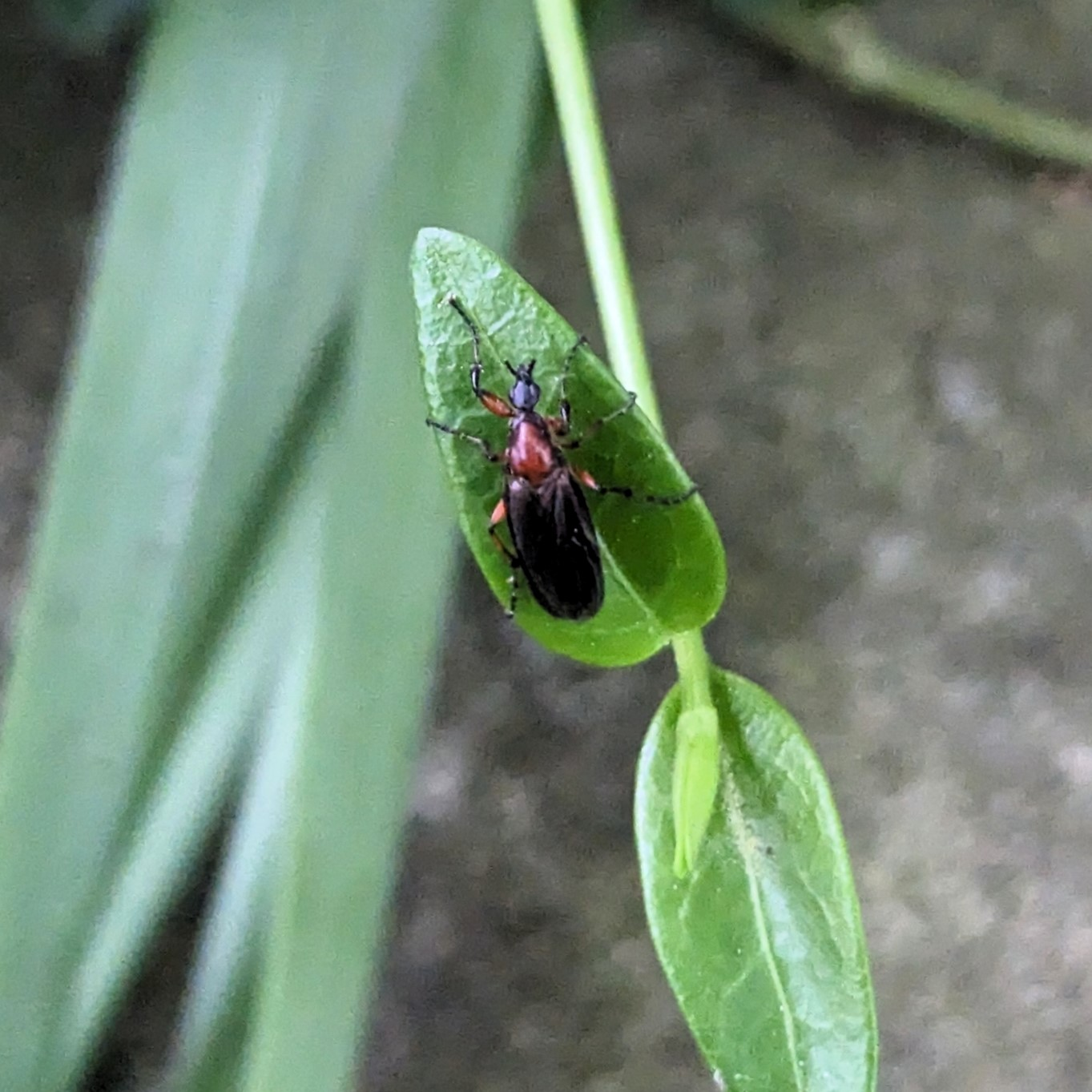
Mosca de marzo de patas rojas (Bibio articulatus) hembra

Bibio articulatus, o mosca de Marzo de patas rojas, es una especie de mosca de marzo de la familia Bibionidae. Sus características distintivas son su exoesqueleto oscuro que varía del negro al rojo intenso y sus patas rojas/naranjas  lo que lleva a su nombre común de "mosca de marzo de patas rojas".

## Rango
Bibio articulatus se encuentra más comúnmente en los Estados Unidos, al este de las Montañas Rocosas, hasta la costa.
Las moscas de marzo de patas rojas se pueden encontrar generalmente en árboles podridos o comiendo hojas de plantas sin causar daños significativos. También se encuentran en suelos sueltos durante sus ciclos reproductivos.

## Dimorfismo sexual
El dimorfismo sexual en Bibio articulatus se limita principalmente al tamaño de los ojos y al tamaño del cuerpo, pero tiene algunos otros rasgos variables. Los machos de las moscas de marzo de patas rojas tienen formaciones de ojos que son dramáticamente más grandes y ocupan la mayor parte de la cabeza, mientras que las hembras tienen ojos pequeños que se ubican a los lados de la cabeza; aunque las hembras suelen ser más grandes que los machos. Además, las hembras normalmente tendrán la sección media más roja, mientras que los machos tendrán más negro y, ocasionalmente, los machos tendrán alas más claras.

## Ciclo reproductivo
Bibio articulatus generalmente comenzará a aparecer en marzo y estará más activo durante abril y mayo antes de permanecer inactivo durante junio. Después del período de apareamiento, la hembra de Bibio articulatus pondrá huevos en tierra suelta o sustrato en descomposición. Estos huevos suelen ser pequeños, oblongos y de diferente color. Las larvas eclosionan pareciéndose a gusanos pequeños y sin rasgos distintivos. Las larvas eventualmente se encapsularán en una pupa y adquirirán su coloración. Al salir de la pupa, la mosca de marzo de patas rojas adulta tiene alas y órganos reproductivos funcionales.